# Sân bay Ewo
Sân bay Ewo (IATA: EWO, ICAO: FCOE) là một sân bay ở Ewo, tỉnh Cuvette-Ouest, Cộng hòa Congo.

## Vị trí và cơ sở vật chất
Sân bay nằm cách thị trấn khoảng 3 km về phía tây bắc, trên độ cao 1503 ft (458 m) so với mực nước biển. Nó có một đường băng trải nhựa dài 2070 m.